# Madona z Jihlavy
Madona z Jihlavy, zvaná zlatá, je gotická socha z doby kolem roku 1360, původně umístěná v kostele sv. Jakuba Většího v Jihlavě. Kvalitou sochařského zpracování odpovídá dvorské dílně. Je vystavena v obrazárně Královská kanonie premonstrátů na Strahově.

## Popis a zařazení
Socha z lipového dřeva, na zádech vyhloubená, výška 152 cm. Během restaurování a konzervace sochy bylo sejmuto barokní zlacení a pozdější nepůvodní doplňky - zlaté koruny matky i dítěte, žezlo v levé ruce madony a srpek měsíce na podstavci.
Socha madony v uvolněném postoji drží dítě na pravém boku nad nosnou nohou. Její levá noha je mírně nakročená a napíná šat zřasený do hustých záhybů a těsně přiléhající k tělu se kterým tvoří jednotný blok. Záhyby drapérie jsou v horní části těla horizontální, mělce mísovité. Plynule přecházejí do diagonálních, směřujících od vysoko posazené kyčle ke špičce levé nohy. Dítě, do půl těla nahé, je zachyceno v pohybu - pravou rukou se drží Mariina pláště, levou se zřejmě dotýkalo jejího závoje. Z jeho nohou a od levého boku Madony splývá šat v hustých vertikálních záhybech a zdůrazňuje aktivní funkci nosné nohy. Husté řasení drapérie je převzato z klasické gotiky antikizujícího směru a abstrahujícího formalizmu první poloviny 14. století, ale sochař prokazuje pokročilý smysl pro organickou vazbu částí a optickou jednotu povrchu.
Tělo i hlavička dítěte jsou modelovány jako měkký organický tvar. Ušlechtilá tvář matky je lemována stylizovaným ornamentálním účesem. Výrazně individualizovaný obličej, vzbuzující dojem portrétu a pružná elegance světsky pojaté sochy odpovídá spíše dvorskému prostředí a v prostředí městského kostela je překvapující. Socha nemá přímé dobové paralely a od tehdejší středoevropské produkce se liší výrazným estetismem v podání záhybů drapérie a zejména v jemně podaných obličejových partiích. Klasicizující statičnost této sochy je spíše výjimkou. Nová situace v řezbářství se projevuje růstem objemu, který zevnitř rozrušuje abstraktní lineární soustavu drapérie, změkčuje povrch soch a buduje tvar spíše na přechodech než na hranicích mezi jejími částmi. To zároveň znamená, že se oslabuje předěl sochy mezi její hmotou a prostředím, které do ní aktivně zasahuje.
Jihlavská madona spolu s již nezvěstnou Madonou Eiglovou (1350), která mohla být jejím předstupněm a měla nejblíže k některým madonám z jihozápadního Německa, navazují na díla Mistra Michelské madony. V příčném tvarování drapérie předcházejí stylu Madony zahražanské a stojí na počátku procesu vedoucího ke krásnému slohu.

### Příbuzná díla
- Madona ze soukromého majetku v Jihlavě, zv. Eiglova (1350), odvezena během války, nezvěstná
- Broumovská madona z kostela sv. Vojtěcha (1360-1370)[11]
- Madona ze Zahražan (po r. 1370)